# Xiphidiopsis clavata
Xiphidiopsis clavata är en insektsart som beskrevs av Boris Petrovich Uvarov 1933. Xiphidiopsis clavata ingår i släktet Xiphidiopsis och familjen vårtbitare. Inga underarter finns listade i Catalogue of Life.